# Episodi di Star Wars: Visions (prima stagione)
La prima stagione, considerata un ONA, della serie animata Star Wars: Visions, composta da nove episodi, è stata pubblicata sul servizio di streaming on demand Disney+ il 22 settembre 2021, in tutti i Paesi in cui il servizio è disponibile.
| Nº | Titolo italiano Giapponese 「Kanji」 - Rōmaji - Titolo inglese                            | Pubblicazione        | Pubblicazione     |
| Nº | Titolo italiano Giapponese 「Kanji」 - Rōmaji - Titolo inglese                            | Giapponese e inglese | Italiano          |
| 1  | Il duello 「デュエル」 - Dyueru – "The Duel"                                              | 22 settembre 2021    | 22 settembre 2021 |
| 2  | Rapsodia su Tatooine 「タトゥイーン・ラプソディ」 - Tatuīn Rapusodi – "Tatooine Rhapsody" | 22 settembre 2021    | 22 settembre 2021 |
| 3  | I gemelli 「ツインズ」 - Tsuinzu – "The Twins"                                            | 22 settembre 2021    | 22 settembre 2021 |
| 4  | La sposa del villaggio 「村の花嫁」 - Mura no hanayome – "The Village Bride"              | 22 settembre 2021    | 22 settembre 2021 |
| 5  | Il nono Jedi 「九人目のジェダイ」 - Kyūninme no Jedai – "The Ninth Jedi"                  | 22 settembre 2021    | 22 settembre 2021 |
| 6  | T0-B1 「T0-B1」 – "T0-B1"                                                                 | 22 settembre 2021    | 22 settembre 2021 |
| 7  | Il vecchio 「エルダー」 - Erudā – "The Elder"                                             | 22 settembre 2021    | 22 settembre 2021 |
| 8  | Lop & Ocho 「のらうさロップと緋桜お蝶」 - Norausa Roppu to hiō Ochō – "Lop and Ochō"      | 22 settembre 2021    | 22 settembre 2021 |
| 9  | Akakiri 「赤霧」 - Akakiri – "Akakiri"                                                    | 22 settembre 2021    | 22 settembre 2021 |

## Il duello
- Diretto da: Takanobu Mizuno
- Scritto da: Takashi Okazaki

### Trama
Ambientato in un contesto che ricorda il Giappone feudale. L'episodio è ambientato in una storia alternativa, 20 anni dopo una guerra tra l'Impero Feudale-Jedi e una setta di Jedi rinnegati chiamata "Sith". Un vagabondo solitario noto solo come "Ronin" assiste all'assalto effettuato da uno squadrone di ex stormtrooper ai danni di un piccolo villaggio. Ronin combatte il capo dei banditi, una donna autoproclamatasi Signore Oscuro dei Sith e armata di una spada laser pesantemente modificata mentre il suo droide salva gli abitanti del villaggio. Ronin, rivelatosi essere un ex Sith, attira il capo dei banditi in una trappola e la uccide. Nel finale, Ronin, che ha l'abitudine di raccogliere cristalli kyber rossi da ogni Sith che ha ucciso, decide di dare il cristallo agli abitanti del villaggio, dicendo che può allontanare il male.
- Studio: Kamikaze Douga
- Doppiatori (originale e italiano) e personaggio: Masaki Terasoma, in italiano da Andrea Mete (Ronin); Chō, in italiano da Luigi Ferraro (Negoziante della sala da tè); Akeno Watanabe, in italiano da Chiara Gioncardi (Capo dei banditi / Kouru); Yūko Sanpei (Capo villaggio bambino); Kôsuke Kobayashi, in italiano da Riccardo D'Aquino (un bandito)

## Rapsodia su Tatooine
- Diretto da: Taku Kimura
- Scritto da: Yasumi Atarashi

### Trama
Durante le Guerre dei cloni, un ex Padawan Jedi di nome Jay tenta di fuggire dalla guerra, solo per imbattersi in un Hutt di nome Gee. Gee si offre di accogliere Jay se diventa il cantante della sua rock band, gli Star Waver, e Jay accetta. Anni dopo, durante il regno dell'Impero Galattico, gli Star Waver vengono braccati dal cacciatore di taglie Boba Fett. Fett alla fine cattura Gee e rivela che lo zio di Gee, Jabba the Hutt, desidera giustiziarlo perché Gee non vuole far parte del sindacato criminale della sua famiglia. Jay ispira gli altri membri della Star Waver ad andare su Tatooine e tentare di salvare Gee; riescono a convincere Jabba a far loro suonare un'altra canzone insieme prima dell'esecuzione di Gee. La canzone è amata dal pubblico venuto ad assistere all'esecuzione e Jabba alla fine risparmia Gee e, su suggerimento di Jay, accetta di diventare il primo sponsor della band.
- Studio: Studio Colorido
- Doppiatori (originale e italiano) e personaggio: Hiroyuki Yoshino, in italiano da Mirko Cannella (Jay); Kōsuke Gotō, in italiano da Paolo Vivio (Geezer); Masayo Fujita], in italiano da Luisa D'Aprile (K-344, detto Kurti); Akio Kaneda, in italiano da Roberto Pedicini (Boba Fett); Anri Katsu (Lan)

## I gemelli
- Diretto da: Hiroyuki Imaishi
- Scritto da: Hiromi Wakabayashi

### Trama
All'indomani della battaglia di Exegol, i resti del Primo Ordine e dei Sith Eternal iniziano la costruzione di due star destroyer che ospitano un grande super-laser in grado di distruggere i pianeti. Usando l'alchimia Sith, sono anche in grado di creare due gemelli biologici sensibili alla Forza di nome Karre e Am, che poi addestrano nel lato oscuro della Forza. I gemelli alla fine diventano i leader del residuo imperiale e pianificano di usare la loro super-arma per distruggere la Nuova Repubblica. Tuttavia, Karre si ribella il giorno in cui l'arma dovrebbe essere usata perché ha una visione del futuro che coinvolge la morte di sua sorella; ruba anche il grande cristallo kyber che alimenta la super-arma. Am affronta in duello Karre fuori dagli star destroyer nello spazio. Durante la battaglia, il cristallo viene diviso a metà e Am ne usa un pezzo per alimentare il suo esoscheletro di metallo. Usando il suo X-wing e il potere dell'iperspazio, Karre è in grado di distruggere il frammento di cristallo e il super-laser di Am. Il giovane si schianta su Tatooine e giura di trovare sua sorella di salvarla dal lato oscuro.
- Studio: Studio Trigger
- Doppiatori (originale e italiano) e personaggio: Junya Enoki, in italiano da Alessandro Campaiola (Karre); Ryōko Shiraishi, in italiano da Martina Felli (Am); Tokuyoshi Kawashima, in italiano da Edoardo Stoppacciaro (B-20N)

## La sposa del villaggio
- Diretto da: Hitoshi Haga
- Scritto da: Takahito Oonishi e Hitoshi Haga

### Trama
Anni dopo l'ordine 66, una Jedi caduta di nome F viene attratta su un pianeta remoto da un esploratore di nome Valco. Valco spiega che alcuni banditi hanno riprogrammato vecchi droidi da battaglia separatisti e tengono in ostaggio un villaggio. La figlia del capo villaggio, Haru, e il suo fidanzato, Asu, intendono arrendersi ai banditi come garanzia la mattina seguente al loro matrimonio, mentre la sorella di Haru, Saku, vuole combattere i banditi. La mattina dopo, i banditi rivelano di aver catturato Saku e tentano di giustiziarla, ma F e Valco intervengono e uccidono tutti i banditi. In seguito, F, a cui l'esperienza ha fatto riacquisire fiducia nella Forza, lascia il pianeta.
- Studio: Kinema Citrus
- Doppiatori (originale e italiano) e personaggio: Asami Seto, in italiano da Gaia Bolognesi (F); Megumi Han, in italiano da Sara Labidi (Haru); Yuma Uchida, in italiano da Alex Polidori (Asu); Takaya Kamikawa, in italiano da Simone D'Andrea (Valco); Yoshimitsu Shimoyama, in italiano da Luca Scaglia (Izuma); Mariya Ise (Saku); Kosuke Echigoya (Capo villaggio)

## Il nono Jedi
- Diretto da: Kenji Kamiyama
- Scritto da: Kenji Kamiyama

### Trama
In un futuro imprecisato della storia galattica ,il Margravio Juro - sovrano Jedi del pianeta Hy Izlan - invita sette Jedi senza maestro nel suo tempio aereo per ricevere le spade laser; manufatti ormai considerati leggende. Il droide di Juro regala la prima spada laser ad un giovane Jedi di nome Ethan - il più giovane dei sette - come prova, promettendo agli altri Jedi che riceveranno la loro una volta completate. Sulla superficie del pianeta, i cacciatori di jedi che lavorano per i Sith catturano il fabbro Lah Zhima, costruttore di spade laser. Kara, la figlia del fabbro, che è anche sensibile alla Forza, fugge con le spade laser finite (inclusa una per se stessa) e le presenta ai Jedi. Tuttavia, i sei Jedi che accompagnano Ethan si rivelano essere accoliti Sith che hanno ucciso i Jedi invitati da Juro e si sono presentati come loro per uccidere anche Juro. Juro (che rivela di essersi travestito da suo droide), Ethan e Kara combattono e uccidono cinque Sith; ma risparmia il sesto, Homen, che si rivela essere un vecchio amico di Juro (e l'unico sopravvissuto dei sei Jedi senza padrone uccisi dai Sith) che era stato corrotto dal lato oscuro, ma ora è tornato alla luce. Ethan, Kara e Homen si uniscono al nuovo Ordine Jedi di Juro e si preparano a salvare Lah Zhima, detenuto su un pianeta controllato dai Sith.
- Studio: Production I.G
- Doppiatori (originale e italiano) e personaggio: Chinatsu Akasaki, in italiano da Lavinia Paladino (Lah Kara); Tetsuo Kanaoi, in italiano da Pierluigi Astore (Margravio Juro); Hinata Tadokoro, in italiano da Fabrizio Bucci (Homen); Shin'ichirō Miki (Lah Zhima); Hiromu Mineta, in italiano da Emanuele Ruzza (Ethan); Kazuya Nakai, in italiano da Jacopo Venturiero (Roden); Rina Satōi, in italiano da Perla Liberatori (Niizo); Daisuke Hirakawai, in italiano da Marco Giansante (Hen Jin); Jin Urayama, in italiano da Antonio Palumbo (Hanbei); Ryota Takeuchi (Toguro); Akio Ōtsukai, in italiano da Stefano Alessandroni (narratore)

## T0-B1
- Diretto da: Abel Góngora
- Scritto da: Yuichiro Kido

### Trama
Poco dopo la Grande Purga Jedi, un droide di nome T0-B1 (Tobi) vive su un pianeta desertico con il suo creatore senza braccia, il Professor Mitaka, e sogna di diventare un Cavaliere Jedi. Un giorno, Mitaka gli dice che per diventare un Jedi, deve trovare un cristallo kyber in modo da poter forgiare una spada laser. T0-B1 perlustra il pianeta, ma non trova nulla. Sfida gli ordini di Mitaka di non entrare mai nel suo seminterrato, scopre un'astronave e invia accidentalmente un segnale che avverte un Inquisitore Sith della loro presenza. Mitaka si rivela un ex Jedi e nasconde sia T0-B1 che la sua vecchia elsa della spada laser. Quando T0-B1 lascia il suo nascondiglio, scopre che l'Inquisitore ha saccheggiato il laboratorio di Mitaka e lo ha ucciso. T0-B1 continua la sua ricerca e terraforma con successo il pianeta, ma viene scovato dall'Inquisitore. Dopo aver riparato la spada laser di Mitaka, si scopre che T0-B1 è alimentato da un cristallo kyber e progettato da Mitaka per essere in grado di esercitare la Forza. Accendendo la spada laser, il droide affronta e, infine, uccide l'Inquisitore in un duello. Quindi lascia il pianeta per esplorare la galassia e sostenere l'eredità di Mitaka.
- Studio: Science Saru
- Doppiatori (originale e italiano) e personaggio: Masako Nozawa, in italiano da Tiziana Martello (T0-B1); Tsutomu Isobe, in italiano da Paolo Marchese (Mitaka); Kentarō Itō, in italiano da Alessandro Rossi (Inquisitore); Yuuki Shin (Stormtrooper)

## Il vecchio
- Diretto da: Masahiko Otsuka
- Scritto da: Masahiko Otsuka

### Trama
Molto tempo dopo la morte di Darth Bane e l'iniziale estinzione dei Sith, Il Jedi Tajin e il suo Padawan Dan vengono inviati a esplorare l'Orlo Esterno quando Tajin avverte un disturbo nella Forza. Atterrano su un pianeta isolato e arrivano in un remoto villaggio, dove apprendono di un misterioso uomo anziano che ha fatto un'escursione sulla cima della montagna. Dan segue le tracce dell'Anziano e incontra l'uomo, che si rivela essere un ex Sith che ha lasciato l'ordine prima che crollasse. L'Anziano ferisce Dan e Tajin arriva per combatterlo. Tajin riesce per poco ad uccidere l'Anziano, che si decompone in un sedimento roccioso e attiva un'esplosione che distrugge la sua nave mentre muore. Mentre lasciano il villaggio dopo la guarigione di Dan, Tajin riflette sul fatto che quel Sith è stato principalmente piegato dalla sua avanzata età e dice a Dan che essere un Jedi significa essere di buon cuore in modo che non finiscano come l'Anziano.
- Studio: Studio Trigger
- Doppiatori (originale e italiano) e personaggio: Takaya Hashi, in italiano da Carlo Scipioni (Tajin Crosser); Yūichi Nakamura, in italiano da Riccardo Suarez (Dan G'vash); Ken'ichi Ogata, in italiano da Nino Prester (L'Anziano)

## Lop & Ocho
- Diretto da: Yuki Igarashi
- Scritto da: Sayawaka

### Trama
Durante il regno dell'imperatore Palpatine, una schiava aliena simile a un coniglio di nome Lop sfugge ai suoi rapitori sul pianeta Tau e viene scoperta dal leader del pianeta Yasaburo e da sua figlia Ocho. Quest'ultima convince il primo ad adottare Lop come sua figlia. Sette anni dopo, l'Impero ha occupato il loro pianeta e lo sta sfruttando per le sue risorse naturali; Yasaburo vuole cacciare l'Impero dal loro pianeta, mentre Ocho vuole cooperare con l'Impero. Dopo non essere riuscita a convincere Yasaburo ad unirsi a lei, Ocho si arruola nella marina imperiale nonostante le proteste di Lop. Con Ocho andata, Yasaburo tramanda il tesoro di famiglia, un'antica spada laser data al loro antenato e tramandata di generazione in generazione, a Lop, rivelatasi sensibile alla Forza, e parte per affrontare la figlia. Ocho acceca Yasaburo in duello, ma Lop arriva e dopo un acceso scontro ferisce Ocho, che è costretta a fuggire. Lop quindi giura di riportare Ocho a casa.
- Studio: Geno Studio
- Doppiatori (originale e italiano) e personaggio: Seiran Kobayashi, in italiano da Agnese Marteddu (Lop); Risa Shimizu, in italiano da Eleonora Reti (Ochō); Tadahisa Fujimura, in italiano da Dario Oppido (Yasaburo); Taisuke Nakano, in italiano da Allessandro Quarta (Ufficiale Imperiale); Tomomichi Nishimura, in italiano da Andrea Mete (narratore); Setsuji Satō (Suke); Atsushi Imaruoka (Kaku)

## Akakiri
- Diretto da: Eunyoung Choi
- Scritto da: Sayawaka

### Trama
Prima dell'estinzione iniziale dei Sith, un Jedi disilluso di nome Tsubaki si riunisce con il suo vecchio amore Misa, una principessa che è stata rovesciata dal suo legittimo trono a causa di sua zia Masago, unitasi ai Sith. Tsubaki di recente soffre di strane visioni: vede sempre un individuo non identificato che muore davanti a lui. Con l'aiuto delle guide Senshuu e Kamahachi, Tsubaki e Misa si dirigono al palazzo reale. Masago cattura gli amici di Tsubaki e lo sopraffa, quindi tenta di convincerlo a unirsi a lei come suo apprendista. Quando Tsubaki si rifiuta, gli scagnozzi mascherati di Masago lo attaccano; Tsubaki li uccide, ma uccide accidentalmente anche Misa che si era vestita con la loro uniforme per infiltrarsi. La visione si è avverata. Completamente distrutto, Tsubaki accetta di diventare l'apprendista di Masago, formando una diade per resuscitare Misa, e parte.
- Studio: Science Saru
- Doppiatori (originale e italiano) e personaggio: Yū Miyazaki, in italiano da Roberto Certomà (Tsubaki); Lynn, in italiano da Irene Trotta (Misa); Chō, in italiano da Antonio Palumbo (Senshuu); Wataru Takagi, in italiano da Luigi Ferraro (Kamahachi); Yukari Nozawa, in italiano da Antonella Giannini (Masago)